# Ali Messaoudi
Ali Messaoudi (* 13. Oktober 1995) ist ein algerischer Leichtathlet, der über 3000 Meter Hindernis an den Start geht.

## Sportliche Laufbahn
Ali Messaoudi trat erstmals 2014 bei den nationalen Meisterschaften im Hindernislauf an. Dabei belegte er im Juni den vierten Platz. Einen Monat später zog er bei den U20-Weltmeisterschaften in Eugene in das Finale ein. Im Finale lief er noch etwas schneller als im Vorlauf, landete darin in 8:45,20 min auf dem achten Platz. 2015 wurde er algerischer Vizemeister im Hindernislauf. Im Juni lief er Saisonbestleistung von 3:36,23 min. Anfang Juni 2016 trat Messaoudi bei den U23-Mittelmeerspielen in Tunesien an, bei denen er die Goldmedaille gewann. Am Ende des Monats lief er in Algier eine Zeit von 8:27,99 min, die seitdem als seine persönliche Bestleistung zu Buche steht. Damit gelang ihm die Qualifikation für die Olympischen Sommerspiele in Rio de Janeiro. Dort trat er im August an, nachdem er im Juli erstmals algerischer Meister über die 3000 m Hindernis wurde. In Rio war er im ersten der drei Vorläufe gesetzt, allerdings wurde er nach einem technischen Fehler disqualifiziert, nachdem er eine Bahninnenmarkierung übertreten hatte. 2017 trat er als Student der Universität Algier im August bei der Universiade in Taipeh an. Dabei lief er eine Zeit von 8:37,14 min, womit er die Bronzemedaille gewann.
Während der Islamic Solidarity Games, zu denen Messaoudi im Mai 2017 in Baku antrat, wurde ihm bei einer Dopingprobe das verbotene Mittel Stanozolol nachgewiesen. Daraufhin wurden ihm eine Sperre von vier Jahren bis 2021 auferlegt, sowie alle erzielten Ergebnisse seit dem Nachweis, darunter der Bronzemedaille von der Universiade, aberkannt. Die Sperren sollen vom algerischen Leichtathletik-Verband nicht immer befolgt werden. So soll aus dem Sportministerium die Anweisung gekommen sein, Messaoudis Sperre auf zwei Jahre zu halbieren.

## Wichtige Wettbewerbe
| Jahr                 | Veranstaltung           | Ort                  | Platz                | Disziplin            | Zeit                 |
| Startet für Algerien | Startet für Algerien    | Startet für Algerien | Startet für Algerien | Startet für Algerien | Startet für Algerien |
| -------------------- | ----------------------- | -------------------- | -------------------- | -------------------- | -------------------- |
| 2014                 | U20-Weltmeisterschaften | Eugene               | 8.                   | 3000 m Hindernis     | 8:45,20 min          |
| 2016                 | Olympische Sommerspiele | Rio de Janeiro       |                      | 3000 m Hindernis     | DSQ                  |
| 2017                 | Universiade             | Taipeh               | 3.                   | 3000 m Hindernis     | 8:37,14 min          |

## Persönliche Bestleistungen
- 3000 Meter Hindernis: 8:27,99 min, 28. Juni 2016, Algier